# Les Serres (Sant Martí de Llémena)
Les Serres és un poble disseminat del municipi de Sant Martí de Llémena (Gironès). Es troba al sud del terme, aturonat a 311 metres d'altitud, dominant la vall del Ter. El 2009 tenia 22 habitants. La seva església parroquial (Santa Cecília de les Serres) és d'origen romànic.